# Пошкодження мозку (фільм)
«Пошкодження мозку» (англ. Brain Damage) — американський фільм жахів 1988 року режисера Френка Гененлоттера.

## Сюжет
Одного разу молодий хлопець на ім'я Браян виявляє, що до його потилиці щось присмокталося. Виявляється це невелика хробакоподібна істота на ім'я Елмер, який втік від своїх попередніх господарів. Елмер здатний через невеликий отвір у голові впорскувати в мозок Браяна рідину блакитного кольору, яка призводить до появи у Браяна галюцинацій. Сам Елмер харчується мізками, через що попередні господарі спеціально купували для нього мізки тварин.
Пристрасть до приємних відчуттів від впорскування рідини, змушує Браяна до своєрідного симбіозу з Елмером: той час від часу впорскує Браяну рідину, а Браян виводить Елмера в місто, де той може знайти собі їжу. Першого разу Елмер вбиває охоронця на звалищі автомобілів. Наступного разу його жертвою стає дівчина, з якою Браян знайомиться на дискотеці. При цьому сам Браян у цей час перебуває «під кайфом» і не усвідомлює того, що відбувається. Коли ж Елмер у чергове вимагає їжі, Браян розуміє, що є співучасником убивства, і відмовляється допомагати йому. Однак незабаром через болісні «ломки» він знову пускає Елмера, який накидається на юнака в чоловічому туалеті.
Дівчина Браяна Барбара і його брат не можуть зрозуміти, що з ним відбувається, бо він уникає їх. Зрештою вони опиняються в одному ліжку. Побачивши їх, Браян попереджає, щоб вони не переслідували його, бо можуть загинути. Браян йде в метро, за ним прямує Барбара. Не в силах стримати Елмера і знову перебуваючи в наркотичному сп'янінні, Браян дає Елмеру вбити Барбару.
На сміттєзвалищі, куди Браян викидає закривавлений одяг, його знаходить літня пара — колишні господарі Елмера. Вони намагаються відібрати Елмера, однак той вбиває дружину і ранить самого старого. Проте, діду вдається схопити і сильно стиснути Елмера якраз у мить, коли той впорскує рідину Браяну. Елмер і старий гинуть, а в мозок Браяна потрапляє величезна доза рідини. Він приходить додому, де його голова вибухає, а з неї виривається величезний стовп мерехтливого світла.

## У ролях
| Актор               | Роль             |
| ------------------- | ---------------- |
| Рік Герст           | Браян            |
| Гордон Макдональд   | Майк             |
| Дженніфер Лоурі     | Барбара          |
| Тео Барнс           | Морріс           |
| Люсіль Сен-Петер    | Марта            |
| Вікі Дарнелл        | блондинка        |
| Джозеф Гонзалез     | хлопець у душі   |
| Бредлі Родс         | нічний сторож    |
| Майкл Бішоп         | жертва в туалеті |
| Кевін Ван Гентенрік | людина з кошиком |
| Джон Зачерл         | Ейлмер (озвучка) |